# Allegra Versace
Allegra Versace Beck (Milano, 30 giugno 1986) è un'imprenditrice italiana.

## Biografia
È figlia della stilista Donatella Versace e dell'ex modello Paul Beck; ha un fratello, Daniel, nato nel 1989 che però non ha interessi nel mondo della moda. Ha studiato alla British School of Milan per poi essere ammessa alla Brown University di Rhode Island. È nipote dello stilista Gianni Versace e aveva 11 anni quando quest'ultimo fu ucciso all'entrata della villa Casa Casuarina di Miami Beach.
Anche se morto precocemente Gianni considerava Allegra la figlia che non aveva avuto, tanto da lasciarle nel suo testamento tutta la sua quota (il 50%) del suo impero della moda. Le restanti quote appartenevano per il 30% al fratello maggiore di Gianni, Santo, e il restante 20% alla sorella più giovane, Donatella. Allegra, quando è diventata maggiorenne, nel 2004, ha ereditato approssimativamente mezzo miliardo di dollari, secondo la valutazione del tempo del 50% dalla società. A lungo si è parlato della sua presunta anoressia nervosa fino a che, nel marzo del 2007, le voci hanno trovato conferma in un'intervista rilasciata dalla madre Donatella: La nipote di Versace per molto tempo ha desiderato semplicemente sparire e non essere nessuno, come ha raccontato, per sfuggire alla pressione, e per più di 10 anni ha combattuto contro questa malattia. Poi nel 2011 Allegra inizia la sua carriera nell'azienda di famiglia come responsabile dell'ufficio stile.
Nel febbraio 2020 Allegra Versace ha acquisito il 20% di Verim Holding (la società dove venivano custodite le attività immobiliari della famiglia) dalla madre Donatella e il 30% dallo zio Santo, arrivando così ad avere il 100%. All'inizio del 2019 erano confluiti nella società 21,7 milioni di liquidità dalla precedente Givi Holding (finita al gruppo americano insieme alla griffe), un immobile in viale Majno a Milano e le opere d'arte che prima appartenevano direttamente alla Gianni Versace Spa. La quota di Donatella è stata pagata circa 16 milioni di euro, quella di Santo 23,8 milioni.

### Vita privata
Appassionata di teatro, durante i suoi studi oltreoceano si è dedicata anche alla recitazione. Conduce deliberatamente una vita appartata, anche per via dell'esposizione mediatica subita da adolescente.
Credente, si definisce una cattolica romana e devolve parte dei suoi guadagni in beneficenza.